# Liebenau (Meckenbeuren)

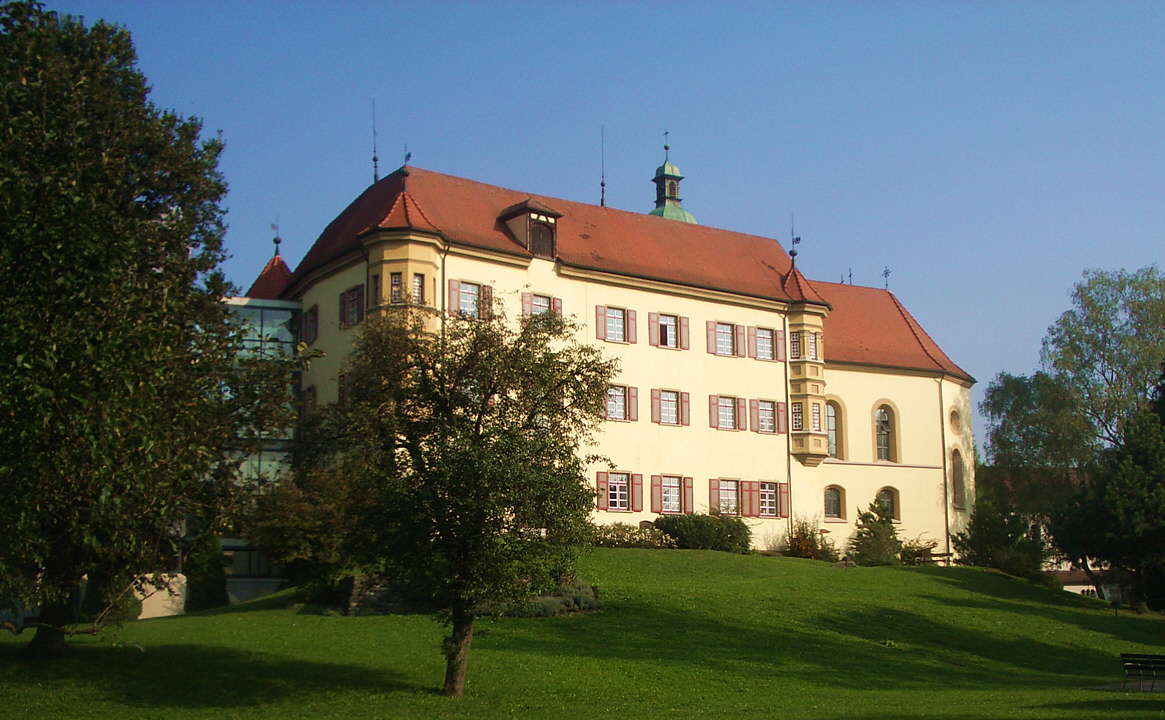
Schloss Liebenau

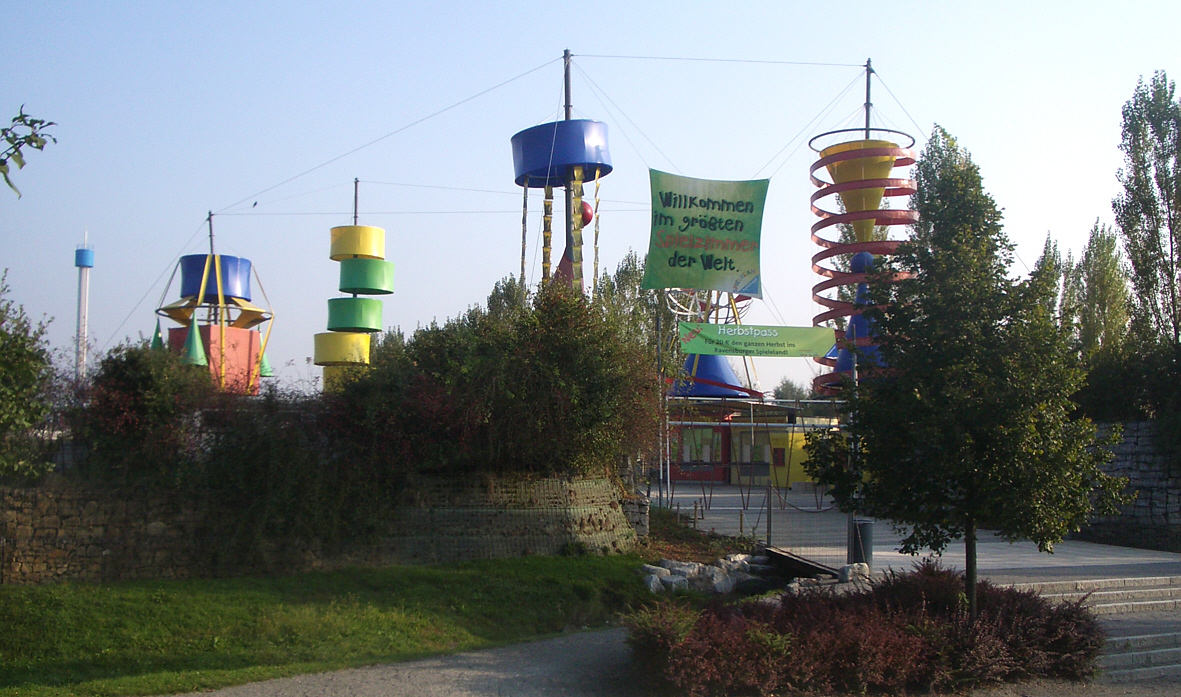
Ravensburger Spieleland

Liebenau ist ein Ortsteil der baden-württembergischen Gemeinde Meckenbeuren im Bodenseekreis in Deutschland.

## Geschichte
Bereits im 13. Jahrhundert gab es eine Burg in Liebenau. Im Laufe der Jahre wechselten die Besitzer der Burg des Öfteren, wie auch die des Dorfes. So gelangte das Dorf von den Grafen von Montfort über das Kloster Weingarten und die Fürsten von Oranien-Nassau an die Habsburger. Später gelangte es an Bayern und schließlich 1810 an Württemberg. Aus dem Ort wurde die Schultheißerei Liebenau gemacht. Das Schloss gelangte 1870 an Kaplan Adolf Aich, der das Schlossgut seiner heutigen Bestimmung als Heil- und Pflegeanstalt zuführte. Die Gemeinde Liebenau ging schließlich 1937 in die Gemeinde Meckenbeuren auf.

## Ort
Die Ortschaft ist schon immer römisch-katholisch geprägt. Man findet in Liebenau zwei Gotteshäuser. Die Schlosskapelle und die Stiftungskirche St. Maria. Liebenau steht in ganz Oberschwaben für die Stiftung Liebenau, so prägt sie auch das Ortsbild.
Liebenau ist Standort des Freizeitparks Ravensburger Spieleland.